# Raymond Saisset-Schneider
Pour les articles homonymes, voir Saisset et Schneider.
Virgile-Raymond Saisset-Schneider  (janvier 1844 à Paris - 4 avril 1926 à Paris), est un haut fonctionnaire et administrateur français, président de section au Conseil d'État.

## Biographie
Virgile-Raymond Saisset-Schneider est le fils de Julien Aristide Saisset et d'Elisabeth Schneider, le petit-fils du général Virgile Schneider et l'oncle de la réalisatrice Germaine Dulac.
Il suit ses études au lycée Bonaparte, puis obtient sa licence en droit et s'inscrit comme avocat au barreau de Paris.
Attaché au cabinet du ministre de l'Intérieur, le marquis de La Valette, en 1865, il est nommé auditeur au Conseil d'État en 1868, commissaire du gouvernement près le conseil de préfecture de Seine-et-Oise en 1870, adjoint à l'intendance militaire de 1870 à 1871 et chef du cabinet du ministre de l'Agriculture et du Commerce en 1874.
Il est successivement nommé préfet de la Vendée en 1877, de la Marne en 1877, du Morbihan en 1877, de la Savoie en 1879, de la Haute-Garonne en 1881, de la Gironde en 1882 et du Nord en 1887.
Conseiller d'État en service ordinaire en 1889, il devient par la suite président de section au Conseil d'État en 1917.
Collectionneur de tableaux, il est membre du Conseil supérieur des Beaux-Arts, vice-président de la Société française des amis de la musique et de l'Association du chant choral.
Il est inhumé au cimetière du Père-Lachaise (74e division), au sein de la même chapelle que sa nièce Germaine Dulac.

## Sources
- Michel de Galzain, Histoire du Conseil général du Morbihan, 1983
- Dictionnaire biographique des préfets (septembre 1870-mai 1982), 1994